# Tony Lazzeri
Anthony Michael Lazzeri (San Francisco, California, 6 de diciembre de 1903-San Francisco, California, 6 de agosto de 1946), más conocido como Tony Lazzeri, fue un jugador profesional estadounidense de béisbol que se desempeñó en la posición de segunda base en las Grandes Ligas de Béisbol (MLB). Es miembro del Salón de la Fama del Béisbol.

## Carrera
Lazzeri jugó como profesional doce temporadas en New York Yankees (1926-1937), después pasó a Chicago Cubs (1938), luego a Brooklyn Dodgers (1939), posteriormente a San Francisco Giants, donde jugó una temporada (1939), y fue el equipo en el que se retiró.

## Reconocimiento
En 1991, ingresó como miembro al Salón de la Fama del Béisbol.